# Olga Alekszandrovna Romanova orosz nagyhercegnő
Olga Alekszandrovna nagyhercegnő (oroszul: Великая Княжна Ольга Александровна Романова; Peterhof, 1882. június 13. – Toronto, 1960. november 24.) orosz nagyhercegnő, III. Sándor cár és Marija Fjodorovna cárné második lánya (hatodik gyermeke), előbb Péter Alekszandrovics oldenburgi herceg, majd később Nyikolaj Alekszandrovics Kulikovszkij cári ezredes felesége.

## Élete

### Fiatalkora
Olga III. Sándor és Marija Fjodorovna utolsó gyermeke volt. Bár szülei kedvence legfiatalabb bátyja, Mihail volt, őt is nagyon elkényeztették.
Olga gyermekkora nagy részét a család állandó lakhelyén, Gatcsinában töltötte. Olgának egy angol dadája, bizonyos Mrs. Fry volt, akihez Olga még felnőtt korában is nagyon ragaszkodott. A kis nagyhercegnő sokban hasonlított az édesapjához: őt is az egyszerű dolgok vonzották, mint a cárt. A tanulást nem szerette, és mivel szülei engedékenyek voltak vele szemben, nem is igen vesződtek az oktatásával. A kis Olga kedvenc játszótársa a bátyja, Mihail volt, valamint a kisállatai és a dadája.
Bár ki nem állhatta a tantermi munkát, Olga nagyon szeretett rajzolni, és nagy tehetsége is volt hozzá. Számtalan gyönyörű, tehetségéről árulkodó rajza, festménye maradt az utókorra. Szülei, tekintve, hogy lányuknak jó képessége volt a rajzolás terén, hagyták, hogy ezzel foglalkozzon.

### Házasságai

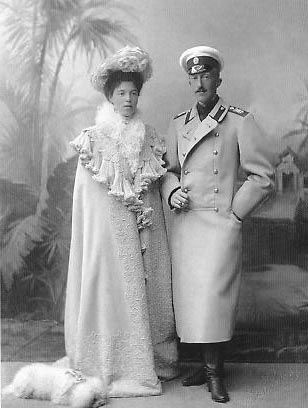
Olga az első férjével 1901-ben

Olga 1901-ben eljegyezte magát Péter Alekszandrovics oldenburgi herceggel. A házasság nem sikerült jól, annak ellenére, hogy a férje eleinte rajongott Olgáért. Péter Alekszandrovics beteges, gyenge ember volt, pont ellenkezője az egészséges és életerős Olgának. „Idős hölgyként, kanadai száműzetésében visszaemlékezve a múltra, Olga hercegnő első házasságát üres színlelésként jellemezte. Úgy érezte, hogy csalással vették rá, hogy elfogadja Péter herceg leánykérését, és életrajzírója, Ian Vorres is arra a következtetésre jutott, hogy az anyja eszközölhette ki a megegyezést, biztosítandó, hogy lánya mindig a keze ügyében legyen.” Valójában Marija Fjodorovnát is nagyon meglepte Olga döntése, hiszen több, mint tíz év korkülönbség volt Olga és Péter között.
1903-ban Olga találkozott egy, a cári hadseregben szolgáló ezredessel, Nyikolaj Alekszandrovics Kulikovszkijjal. Olga és az ezredes egymásba szerettek. Olga, szembeszállva a férjével, gyors válást akart, és ebben támogatta legidősebb bátyja, II. Miklós cár is, aki hitt abban, hogy húga végre boldog lehet Kulikovszkijjal.
Olga – a férje beleegyezésével – együtt élt Kulikovszkijjal Carszkoje Szelóban. Bár a viszonyuk „hétpecsétes titoknak” számított, a családon belül mindenki tisztában volt vele. 1916-ban II. Miklós hivatalosan is felbontotta Olga és Péter Alekszandrovics herceg házasságát, így Olga 1916. november 14-én, Kijevben feleségül mehetett Nyikolaj Kulikovszkijhoz.
A házasság boldog volt, két gyermekük is született: Tihon Nyikolajevics Romanov-Kulikovszkij 1917. augusztus 12-én, 1919 őszén pedig Jurij Nyikolajevics Romanov-Kulikovszkij.

### A háború és a forradalom
Olga a háború alatt, hasonlóan a többi Romanov-lányhoz, a Vöröskereszt tagjaként ápolónőként dolgozott katonai kórházakban. Olga ezenfelül képeslapokat festett, amiket eladott, és a bevételből ugyancsak a kórházakat támogatta.
Bár Olga a 12. Ahtirszkij huszárezred „tulajdonosa” (azaz parancsnoka) volt, ő maga nem ment a frontra a katonáival, viszont követte őket a lengyel határhoz, ahol harcolniuk kellett. 1915 végén az oroszoknak vissza kellett vonulniuk a lengyel frontról; a kórházat Kijevbe helyezték át. Olga itt vette rá II. Miklóst, hogy egyezzen bele a válásába, és az új házasságába Kulikovszkijjal. Ez volt az utolsó alkalom, amikor a két testvér találkozott.

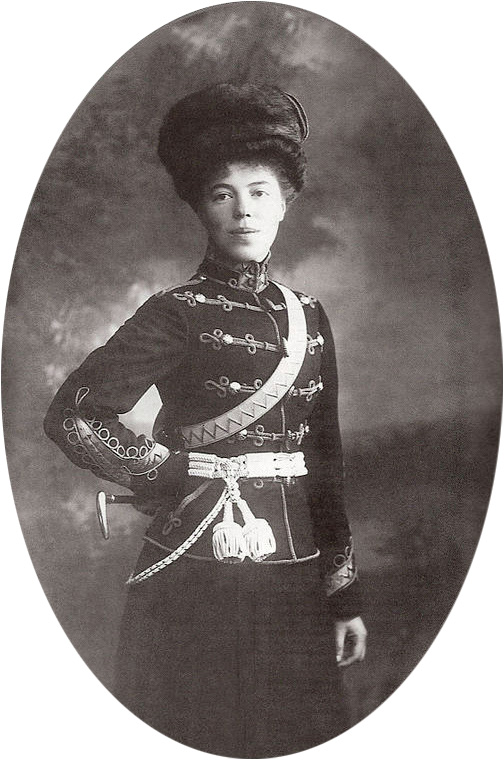
Olga uniformisban

Amikor 1917-ben kitört a forradalom, Olga nem volt akkora veszélyben, mint a többi Romanov, mert egy közrendűhöz ment feleségül. Édesanyjával, Marija Fjodorovna cárnéval és családjával viszonylagos biztonságban élhetett előbb Kijevben, majd később Jaltán. A német megadást követően Olga a férjével és a fiával Novorosszijszkba költözött, onnét pedig a Kaukázusba, ahol megszületett Olga második fia. Az ottani élet azonban egy idő után túl veszélyes lett számukra, ezért pár hűséges kozák kíséretében visszatértek Novorosszijszkba.
Oroszországot 1920 februárjában hagyták el egy kereskedelmi hajó fedélzetén. Dániába mentek, ahol Marija Fjodorovna – aki eredetileg dán hercegnő volt – lakott.
1925-ben egy nő, Anna Anderson azt állította magáról, hogy ő Olga unokahúga, Anasztaszija nagyhercegnő. Olga beszélt Anna Andersonnal, mert tudni akarta, hogy igazat állít-e. Az interjú Anderson szempontjából sikertelenül végződött: Olga (akárcsak a többi Romanov) úgy hitte, hogy Anna Andersonnak a Romanov-vagyonra fáj a foga. Ennek ellenére Olga sajnálta a szegény sorból származó Andersont, és néha küldött neki kisebb ajándékokat.
Olga és a családja Dániában élt, egészen a német megszállásig. Ekkor Kanadába költöztek, Torontóba. Olga itt halt meg, 1960. november 24-én, közel fél évvel a nővére, Kszenyija, és két évvel a férje halála után. Emlékiratait, melyeket Ian Vorres jegyzett le, később Egykoron nagyhercegnőként címmel adták ki. 2002-ben kiállítást rendeztek Olga képeiből Moszkvában.